# 아마추어 텔레비전
아마추어 텔레비전(영어: Amateur television, ATV)은 비영리로 운영되는 텔레비전 방송이다. 아마추어 무선에 빗대어 햄 텔레비전(영어: HAM TV)라고도 불린다.

## 같이 보기
- DVB-T
- NTSC
- SÉCAM
- 저속 주사 텔레비전